# Regina Bruins
Regina Bruins (Leiderdorp, 7 oktober 1986) is een Nederlands voormalig wielrenster.
In het verleden kwam Bruins uit voor Cervélo TestTeam en Skil-Argos, de vrouwenploeg van Argos-Shimano. Ze won in 2009 het Nederlands kampioenschap tijdrijden. Na het seizoen 2012 stopte ze (tijdelijk) om te herstellen van enkele longembolieën. Ze plande haar comeback op clubniveau bij Swabo Ladies in 2014, maar dit viel tegen en ze besloot ploegleidster te worden bij deze ploeg.

## Overwinningen
2007
- Dolmans Heuvelland Classic
- Nederlands kampioenschap tijdrijden, Elite

2008
- Nederlands kampioene ploegentijdrit, Elite

met Judith Helmink, Yvonne Baltus en Anne Eversdijk
- 2e etappe Tour de l'Aude Cycliste Féminin (ploegentijdrit)

met nationale selectie
- Klimtijdrit Beek Ubbergen
- Nederlands kampioenschap op de weg, Elite

2009
- Nederlands kampioene tijdrijden, Elite
- Open de Suede Vargarda (ploegentijdrit)

met Cervélo TestTeam
- Omloop van de Blauwe stad (tijdrit)

2010
- Proloog Tour de l'Aude Cycliste Féminin
- Ploegenklassement Tour de l'Aude Cycliste Féminin
- Kasseien Omloop Exloo
- Open de Suede Vargarda (ploegentijdrit)

met Cervélo TestTeam
- Nederlands kampioenschap tijdrijden, Elite